# Assalto
L'assalto è l'atto tattico delle truppe più avanzate nel combattimento, che si precipitano di slancio sulle posizioni avversarie e costituisce la fase decisiva dell'attacco.

## Storia
Con le armi meno perfezionate delle attuali, l'assalto era eseguito dalle truppe in formazioni dense, su ampio fronte, e costituiva l'atto finale del combattimento. Ora formazioni dense, in pieno giorno e con una buona visibilità, non sono più possibili, perché verrebbero decimate dal fuoco nemico: oggigiorno l'assalto nella guerra di movimento è attuato da truppe in formazioni spaziate, viene cioè effettuato da quegli elementi in scaglione avanzato, che si trovano in condizioni favorevoli per compierlo.

## Le condizioni
Le condizioni favorevoli si hanno quando le posizioni da assaltare sono tenute sotto il tiro, in modo da impedire al nemico di reagire essenzialmente col fuoco. Oggigiorno non sempre è possibile eseguire assalti su ampi fronti, appunto perché le condizioni favorevoli accennate non possono essere che localizzate saltuariamente in diversi punti  della zona ove si svolge il combattimento. Inoltre nell'azione tattica odierna, per sottrarsi ai tiri di distruzione delle armi avversarie, non si occupa una linea, ma invece si occupa una determinata zona di terreno, nella quale si dislocano piccoli centri di resistenza scaglionati in profondità e tra loro intervallati: occorre perciò assaltare successivamente i punti principali di resistenza la cui conquista determini la caduta dei punti di resistenza contigui.
Condizioni per la riuscita degli assalti, oltre quella già detta, cioè che le posizioni nemiche siano martellate con il fuoco delle proprie armi, fino a quando le truppe stanno per precipitarsi sulle posizioni stesse, e che l'assalto sia condotto con estrema energia e di slancio.

## Le fasi
Si ha così che il combattimento odierno si localizzi attorno a molteplici punti e si svolge con una serie d'assalti successivi, in profondità più o meno ampia, perché conquistati i centri principali di resistenza avversari immediatamente antistanti alle proprie posizioni, occorre procedere, subito dopo, alla conquista dei centri si resistenza successivi, fino alla caduta dell'ultima posizione nemica.
Le fasi della successiva conquista dei centri di resistenza nemici, scaglionati in profondità, vengono chiamate penetrazioni, che incomincia con l'assalto delle prime posizioni nemiche. I reparti (squadre – plotoni – compagnie) giunti a distanza tale da poter essere superata di un solo balzo di corsa veloce (distanza d'assalto) dopo intenso getto di bombe a mano si lanciano all'assalto. L'assalto è sferrato per iniziativa dei reparti più avanzati, oppure per ordini dei comandanti che stanno dietro agli scaglioni di fuoco.
Contro il nemico organizzato a difesa, l'assalto deve essere adeguatamente preparato, le truppe destinate all'assalto, sono avvicinate alle posizioni nemiche e disposte convenientemente in basi di partenza  (trincee, ricoveri, caverne, ecc.) dove possono sostare senza essere colpite dal fuoco nemico. L'artiglieria o i proietti di lunga gittata preparano l'assalto, distruggendo o neutralizzando, i centri di resistenza nemici.
Di notte o nei periodi di scarsa visibilità. L'assalto è sferrato senza preparazione di fuoco, allo scopo di sorprendere l'avversario.